# Jürgen van Oorschot
Jürgen van Oorschot (* 15. Mai 1957 in Düsseldorf) ist ein deutscher evangelischer Theologe und Professor für Alttestamentliche Theologie an der Friedrich-Alexander-Universität Erlangen-Nürnberg.

## Leben
Nach Studien am Theologischen Seminar Ewersbach des Bundes Freier evangelischer Gemeinden (KdöR) Dietzhölztal-Ewersbach und an der Philipps-Universität Marburg wurde er 1986 in Marburg mit einer von Otto Kaiser betreuten Arbeit zum Hiob-Buch unter dem Titel Gott als Grenze promoviert. Nach seiner Ordination zum evangelischen Geistlichen 1988 habilitierte er im Jahr 1991 mit einer redaktionsgeschichtlichen Studie zu Deuterojesaja. Von 1992 bis 1995 forschte und lehrte er als Heisenberg-Stipendiat, unterbrochen durch eine Lehrstuhlvertretung am Fachbereich evangelische und katholische Theologie und deren Didaktik an der Justus-Liebig-Universität Gießen 1994. Von März 1995 bis April 2006 war er Professor für Altes Testament an der Friedrich-Schiller-Universität Jena.
Von 2006 bis zu seiner Emeritierung 2023 war er ordentlicher Professor für Altes Testament an der Friedrich-Alexander-Universität Erlangen-Nürnberg (FAU) und von 2011 bis 2013 Sprecher des Fachbereichs Theologie und Prodekan der Philosophischen Fakultät und Fachbereich Theologie.
Seit 2010 betrieb er die Etablierung eines Zentrums zur Bündelung religionsbezogener und anthropologischer Forschung an der FAU und war seit der Gründung eines solchen Zentrums unter dem Namen Zentralinstitut „Anthropologie der Religion(en)“ von 2011 bis 2022 dessen Sprecher. Von Herbst 2010 bis Herbst 2011 war er stellvertretender Vorsitzender des Evangelisch-theologischen Fakultätentages und von Oktober 2011 bis Oktober 2013 dessen Vorsitzender. 2014/2015 wirkte er als Visiting Fellow an einem der Käte Hamburger Kollegs, dem Internationalen Kolleg für Geisteswissenschaftliche Forschung (IKGF) in Erlangen mit. Gemeinsam mit Andreas Wagner (Bern) leitete er von 2013 bis 2022 die Projektgruppe „Anthropologie Altes Testament“ im Rahmen der Wissenschaftlichen Gesellschaft für Theologie (WGTh), die seit 2023 als Netzwerk Altestestamentliche Anthropologie (NATA) unter dem Dach der Wissenschaftlichen Gesellschaft weiter aktiv ist. 

## Forschungsschwerpunkte
Ausgehend vom Hiob-Buch arbeitete er breit zur alttestamentlichen Weisheitsliteratur und ihrer Wirkungsgeschichte. Kulturelle und literarische Transformationsprozesse bearbeitet er im Bereich perserzeitlicher Prophetie des Alten Testaments (Jesaja 40-66) und der Psalmen bzw. des Psalters. Darüber hinaus beschäftigen ihn die Wissenschaftsgeschichte des 19. Jahrhunderts sowie Themen alttestamentlicher Anthropologie, die er im Gespräch mit anderen Disziplinen Historischer Anthropologie untersucht.

## Herausgeberschaften
Seit Januar 2009 ist er zunächst gemeinsam mit Ernst-Joachim Waschke und seit 2015 gemeinsam mit Jan Christian Gertz Herausgeber der Zeitschrift für die Alttestamentliche Wissenschaft (ZAW). Des Weiteren betreute er von 2005 bis 2023 als Fachherausgeber den Bereich Theologie in WiBiLex, dem wissenschaftlichen Bibellexikon im Internet. Von 2005 bis 2023 war er einer der Herausgeber der Berliner Theologischen Zeitschrift (BThZ).

## Schriften
- Gott als Grenze. Eine literar- und redaktionsgeschichtliche Studie zu den Gottesreden des Hiob-Buches (= Beihefte zur Zeitschrift für die alttestamentliche Wissenschaft, Bd. 170). De Gruyter, Berlin 1987, ISBN 3-11-011163-2.
- Hoffnung für Israel. Eine Studie zu Römer 11,25-32. Brunnen-Verlag, Gießen 1988, ISBN 3-7655-9055-X.
- Von Babel zum Zion. Eine literar- und redaktionsgeschichtliche Studie zu Jesaja 40-55. De Gruyter, Berlin 1993, ISBN 3-11-013606-6.
- Nachkultische Psalmen und spätbiblische Rollendichtung. In: Zeitschrift für die Alttestamentliche Wissenschaft, Jg. 106 (1994), S. 69–86.
- Hiob 28: Die verborgene Weisheit und die Furcht Gottes als Überwindung einer generalisierten „håkmâ“. In: Wim Beuken (Hrsg.): The Book of Job. University Press, Leuven 1994, ISBN 90-6831-652-4, S. 183–201.
- Geschichte als Erinnerung und Wissenschaft – ein Beitrag zu ihrem Verständnis. In: Rüdiger Lux (Hrsg.): Erzählte Geschichte. Beiträge zur narrativen Kultur im alten Israel. Neukirchner Verlag, Neukirchen-Vluyn 2000, ISBN 3-7887-1817-X, S. 1–27.
- Menschenbild, Gottesbild und Menschenwürde – ein Beitrag des Hiobbuches. In: Eilert Herms (Hrsg.): Menschenbild und Menschenwürde. Gütersloher Verlagshaus, Gütersloh 2001, ISBN 3-579-01843-4, S. 320–343.
- Die Entstehung des Hiobbuches. In: Th. Krüger, M. Oeming, K. Schmid, Ch. Uehlinger (Hrsg.): Das Buch Hiob und seine Interpretation: Beiträge zum Hiob-Symposium auf dem Monte Verità vom 14.-19. August 2005. Theologischer Verlag, Zürich 2007, ISBN 3-290-17407-7, S. 165–184.
- Grenzen der Erkenntnis als Quellen der Erkenntnis – ein alttestamentlicher Beitrag zu Weisheit und Wissenschaft. In: Theologische Literaturzeitung (ThLZ), Jg. 132 (2007), S. 1277–1292.
- Zur Grundlegung alttestamentlicher Anthropologie – Orientierung und Zwischenruf. In: Jürgen van Oorschot, Markus Iff (Hrsg.): Der Mensch als Thema theologischer Anthropologie. Beiträge in interdisziplinärer Perspektive. Neukirchner Verlag, Neukirchen-Vluyn 2010, ISBN 978-3-7887-2429-0, S. 1–41.
- als Herausgeber: Mensch (= Themen der Theologie, Bd. 11, UTB 4763). Mohr Siebeck, Tübingen 2018, ISBN 978-3-8252-4763-8.
- Der Wille des Menschen. Alttestamentliche Aspekte zur Debatte um die Freiheit und Unfreiheit menschlichen Wollens. In: Kerygma und Dogma, Jg. 64 (2018), S. 1–19.
- Die Entstehung des Pentateuch als Spiegel der Theologiegeschichte. In: Verkündigung und Forschung, Jg. 64 (2019), S. 61–69.
- Nudity and Clothing in the Hebrew Bible: Theological and Anthropological Aspects. In: Christoph Berner, Manuel Schäfer, Martin Schott (Hrsg.): Clothing and Nudity in the Hebrew Bible. Bloomsbury, London und New York 2019, ISBN 978-0-567-67847-8, S. 237–249.
- Anthropologie(n) des Alten Testaments in den expliziten und impliziten Menschenbildern. In: Theologische Literaturzeitung, Jg. 145 (2020), S. 3–16.
- als Herausgeber mit Andreas Wagner und Lars Allolio-Näcke: Archaeology of Mind in the Hebrew Bible / Archäologie alttestamentlichen Denkens. De Gruyter, Berlin und Boston 2023.